# Conservatieve Mennonieten
De Conservatieve Mennonieten is een groep mennonieten in de Verenigde Staten, bestaande uit verschillende kerkelijke denominaties. Naast de Conservatieve Mennonieten worden ook de Old Order Mennonieten onderscheiden. Het verschil is dat de Conservatieve Mennonieten wel gebruikmaken van auto's, telefoons, elektriciteit enz. Televisie, radio, internet, muziek en dans worden wel afgewezen. De Conservatieve Mennonieten kunnen in de volgende groeperingen worden opgedeeld:
- Nationwide Fellowship Churches. 4907 leden.
- Conservative Mennonite Fellowship. 121 leden.
- Eastern Pennsylvania Mennonite Church. 5888 leden.
- Conservative Mennonite Churches of York and Adams Counties, Pennsylvania. 241 leden.
- Ohio Wisler Mennonites. 301 leden.
- Washington County (Maryland) and Franklin County (Pennsylvania) Mennonite Conference. 1670 leden.
- Southeastern Mennonite Conference. 734 leden.
- Conservative Mennonite Conference. 11.289 leden.
- Conservative Mennonite Church of Ontario. 782 leden.
- Mid-Atlantic Mennonite Fellowship. 1685 leden.
- Midwest Mennonite Fellowship. 2148 leden.

## Vergelijkbare groeperingen
- Old Order Mennonieten
- Mennonieten in Paraguay
- Mennonieten in Belize
- Mennonieten in Bolivia
- Mennonieten in Mexico
- Hutterieten
- Rusland-Duitse Baptisten
- Old Order Amish
- Old German Baptist Brethren
- Vergadering van gelovigen